# Trolltjärnen (Lima socken, Dalarna, 676336-137234)
Trolltjärnen är en sjö i Malung-Sälens kommun i Dalarna och ingår i Dalälvens huvudavrinningsområde.